# Lőrinci
Lőrinci è una città di 6.175 abitanti situata nella contea di Heves, nell'Ungheria settentrionale.